# 아네가사키 화력 발전소

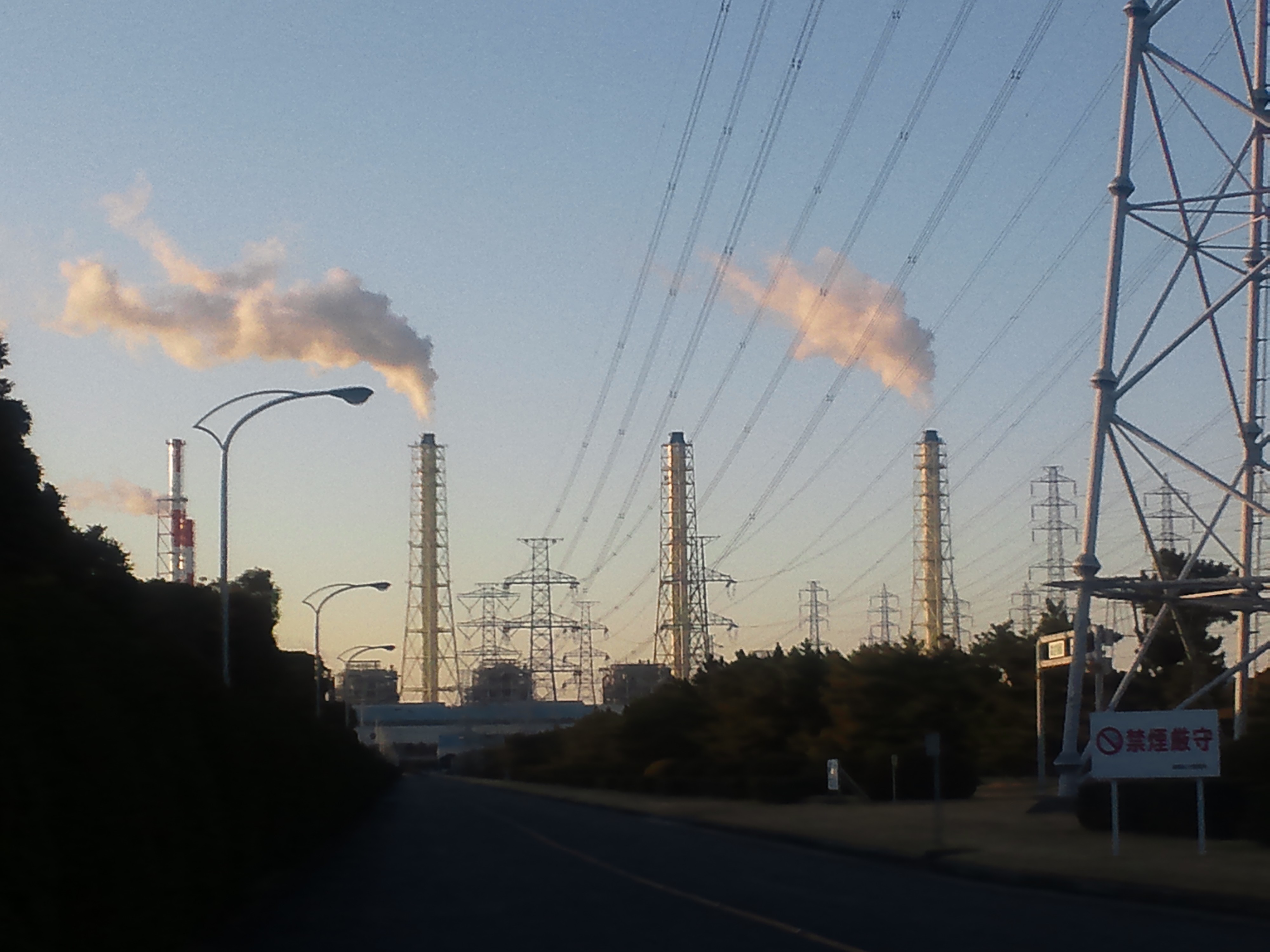
화력 발전소의 모습.

아네가사키 화력 발전소(일본어: 姉崎火力発電所)는 일본 지바현 이치하라시에 있는 화력 발전소로, 도쿄 전력이 운영하고 있다.
총 출력은 360만 킬로와트이며, 발전기는 1호기부터 6호기까지 6개가 있다. 1967년 12월에 처음으로 세워진 1호기는 일본에서 처음으로, 주증기온도, 주증기압력을 초임계점까지 끌어올린 보일러와 증기 터빈을 채용했다. 1호기부터 6호기까지에서 모두 천연가스를 발전 연료로 사용하며, 중유와 원유는 3호기와 4호기에서만, LPG는 3호기부터 6호기까지에서만 연료로 사용한다.
2011년 도호쿠 대지진으로 전력난이 발생한 일본을 지원하기 위해, 현대중공업에서 이동식 발전 설비 (PPS) 4기를 기증했다.